# Toksikologija
Toksikologija (od grčkih riječi: toxicon i logos) znanost je o štetnom djelovanju kemikalija na žive organizme. Proučava simptome, mehanizme, liječenje i otkrivanje biološkog trovanja - posebno trovanja kod ljudi. Glavni kriterij toksičnosti kemikalije je doza, odnosno stupanj izloženosti tvari. Može se reći, da su gotovo sve tvari otrovne pod određenim uvjetima. Paracelsus, otac moderne toksikologije, rekao je da "doza određuje otrov".
Mnoge tvari koje se smatraju otrovima otrovne su samo neizravno. Primjer je metanol, jer sam po sebi nije toksičan, ali se kemijski u jetri pretvara u formaldehid, koji je otrovan. Mnoge molekule lijeka u jetri postaju otrovne - dobar primjer je acetominofen (paracetamol), posebno u prisutnosti alkohola. Genetska varijabilnost određenih enzima jetre čini, da toksičnost pojedinih spojeva varira od pojedinca do pojedinca. Kako zadaci postavljeni pred određeni jetreni enzim mogu inducirati aktivnost u drugoj, mnoge molekule postaju toksične samo u kombinaciji s drugim molekulama. Skup aktivnosti kojima se bavi velik broj toksikologa uključuje: proučavanje koji enzimi jetre molekulu pretvaraju u otrov, koji su toksični produkti ove pretvorbe i pod kojim uvjetima i u kojih pojedinaca se ta pretvorba odvija.
Izraz LD50 (letalna doza) odnosi se na dozu otrovne tvari, koja ubija 50 posto ispitivane populacije (obično štakori ili drugi surogati kada je u pitanju toksičnost za ljude). Procjene LD50 na životinjama prestale su se upotrebljavati 1991. godine i više nisu potrebne za regulatorne podatke kao dio pretkliničkog razvoja.
Pojam višestruka kemijska osjetljivost kontroverzna je dijagnoza, koja ukazuje na to da osoba pati od alergijskih simptoma uzrokovanih količinama kemikalija iz okoline u tragovima.
Pojam toksikologija ne treba miješati s pojmom toksinologija. To je specijalizirano područje toksikologije, koje se bavi biološkim toksinima, poput zmijskog otrova ili otrovnih biljaka.